# Молдова на зимових Олімпійських іграх 2002
Молдова брала участь у Зимових Олімпійських іграх 2002 року в Солт-Лейк-Сіті (США) втретє за свою історію, але не завоювала жодної медалі. Збірну країни представляли 5 спортсменів у трьох видах спорту. Прапороносцем на церемонії відкриття Олімпіади став лижник Іон Букса.

## Спортсмени
| Вид спорту     | Чоловіки | Жінки | Всього |
| -------------- | -------- | ----- | ------ |
| Біатлон        | 1        | 1     | 2      |
| Лижні перегони | 1        | 1     | 2      |
| Санний спорт   | 1        | 0     | 1      |
| Усього         | 3        | 2     | 5      |

## Біатлон
| Змагання                                | Спортсмени          | Час     | Промахи | Місце |
| --------------------------------------- | ------------------- | ------- | ------- | ----- |
| спринт, 10 км, чоловіки                 | Михайло Грибушенков | 30:02.2 | 2       | 83    |
| індивідуальні перегони, 20 км, чоловіки | Михайло Грибушенков | 58:58.5 | 7       | 84    |
| спринт, 7,5 км, жінки                   | Валентина Чуріна    | 23:49.7 | 1       | 51    |
| гонка переслідування, 10 км, жінки      | Валентина Чуріна    | 38:19.7 | 5       | 48    |
| індивідуальні перегони, 15км, жінки     | Валентина Чуріна    | 52:40.8 | 6       | 62    |

## Лижні перегони
Дистанція
| Спортсмен      | Дисципліна                      | Фінал         | Фінал       | Фінал |
| Спортсмен      | Дисципліна                      | Час           | Відставання | Місце |
| -------------- | ------------------------------- | ------------- | ----------- | ----- |
| Іон Букса      | 30 км вільним стилем (чоловіки) | 1'32:48.9     |             | 67    |
| Олена Горохова | 15 км вільним стилем (жінки)    | не фінішувала |             | —     |

Спринт
| Спортсмен      | Дисципліна     | Кваліфікація | Кваліфікація | Чвертьфінал | Чвертьфінал | Півфінал   | Півфінал   | Фінал      | Фінал      |
| Спортсмен      | Дисципліна     | Час          | Місце        | Час         | Місце       | Час        | Місце      | Час        | Місце      |
| -------------- | -------------- | ------------ | ------------ | ----------- | ----------- | ---------- | ---------- | ---------- | ---------- |
| Олена Горохова | спринт (жінки) | 3:43.82      | 55           | не пройшла  | не пройшла  | не пройшла | не пройшла | не пройшла | не пройшла |

## Санний спорт
| Спортсмен   | Дисципліна                | Спуск 1 | Спуск 1 | Спуск 2 | Спуск 2 | Спуск 3 | Спуск 3 | Спуск 4 | Спуск 4 | Разом    | Разом |
| Спортсмен   | Дисципліна                | Час     | Місце   | Час     | Місце   | Час     | Місце   | Час     | Місце   | Час      | Місце |
| ----------- | ------------------------- | ------- | ------- | ------- | ------- | ------- | ------- | ------- | ------- | -------- | ----- |
| Лівіу Чепой | одномісні сани (чоловіки) | 47.161  | 40      | 47.353  | 42      | 46.604  | 39      | 46.825  | 40      | 3:07.943 | 38    |